# Canal San Bovo
Canal San Bovo – miejscowość i gmina we Włoszech, w regionie Trydent-Górna Adyga, w prowincji Trydent.
Według danych na rok 2004 gminę zamieszkiwały 1653 osoby, 13,2 os./km².